# 올리비아 해리슨
올리비아 트리니다드 해리슨(혼전성 아리아스(Arias), 영어: Olivia Trinidad Harrison, 1948년 5월 18일 ~ )은 미국의 작가, 영화 프로듀서이자 음악가 조지 해리슨의 부인이다.

## 조지 해리슨
아리아스는 조지 해리슨을 1974년 다크 호스 레코드의 비서로서 만났다. 아리아스는 1978년 8월에 아들 다니 해리슨을 낳았다. 올리비아와 조지는 1978년 9월 헨리온템스 등기소에서 아무도 모르게 결혼식을 가졌다. 해리슨은 1981년 링고 스타와 바바라 바흐의 결혼식에 결혼 반지 없이 참석했는데, 이 때문에 그와 아리아스의 결혼이 사기라는 추측을 불러 일으켰다. 1990년대 초, 비틀즈 멤버들의 아내인 바바라 바흐 스타키, 린다 매카트니, 오노 요코와 함께 로마이안 앤젤 어필(Romanian Angel Appeal)를 설립하여 고통받는 루마니아의 아이들에게 도움을 제공했다.

## 경력
올리비아 해리슨은 2002년에 에릭 클랩턴, 제프 린, 폴 매카트니, 톰 페티, 빌리 프레스톤, 라비 샹카르, 링고 스타, 그리고 아들인 다니와 함께 런던의 로얄 알버트 홀에서 조지 해리슨을 기리는 《Concert For George》를 기획했다. 이 행사의 수입은 조지의 '물질 세계 자선 재단'(Material World Charitable Foundation)에 기부되었다. 해리슨의 영상 작품은 2004년 그래미상에서 최우수 장편 뮤직비디오상을 수상했다. 그녀는 2002년에 책 《I Me Mine》의 서문을 썼으며, 2006년 《Concert for George: A Celebration of the Life of George》을 썼다.
2009년 6월 1일, 올리비아는 마이크로소프트의 게임인 《비틀즈: 록 밴드》를 홍보하기 위해 오노 요코, 폴 매카트니, 링고 스타와 함께 기자 회견을 가졌다. 또한 마틴 스콜세지와 함께 《조지 해리슨: 물질 세계에서의 삶》(2011)을 공동 제작했으며, 다큐멘터리를 홍보하기 위해 2010년 칸 영화제와 2011년 여름 뉴욕 시에서 열린 홍보 행사에서 스콜세지와 함께 등장했다. 올리비아는 스콜세지, 마크 호반과 함께 2011년 《조지 해리슨: 물질 세계에서의 삶》이라는 책을 썼다.